# Apropos Cluster
Apropos Cluster es un álbum estudio de los músicos alemanes Dieter Moebius y Hans-Joachim Roedelius. Fue publicado en 1990 por sello Curious Music, y pese a que está acreditado a "Moebius + Roedelius", se le considera un álbum de Cluster, pues ambos músicos componen el dúo. De este modo, Apropos Cluster sería el séptimo disco de estudio de Cluster (o noveno, si se consideran las colaboraciones de la banda con Brian Eno), y el primero tras una pausa de 8 años.
En 1989, Moebius y Roedelius se reunieron y grabaron Apropos Cluster entre ese año y el siguiente en Blumau, Austria. Publicado por Curious Music, fue el primer lanzamiento de Cluster en Estados Unidos. Musical y estructuralmente, Apropos Cluster es similar a Grosses Wasser, aunque sin las pistas rítmicas de este último. El álbum presenta, en contraste, una mezcla de suaves y cortas piezas de ambient en las primeras cuatro canciones, seguidas por el título que le da su nombre al álbum, una pieza larga y mucho más experimental.

## Lista de canciones
Todas las canciones compuestas por Dieter Moebius y Hans-Joachim Roedelius.
| N.º | Título            | Duración |  |
| 1.  | «Grenzgänger»     | 7:24     |  |
| 2.  | «Emmental»        | 3:24     |  |
| 3.  | «Gespiegelt»      | 6:58     |  |
| 4.  | «Falls»           | 2:57     |  |
| 5.  | «Apropos Cluster» | 21:41    |  |

## Créditos
| Banda Moebius + Roedelius Hans-Joachim Roedelius Dieter Moebius Invitados Stanislaw Michalak – bajo en "Emmental" | - Arte de portada por Dieter Moebius. |